# Заполок (Тверська область)
Заполок (рос. Заполок) — присілок в Конаковському районі Тверської області Російської Федерації.
Населення становить 233 особи. Входить до складу муніципального утворення Городенське сільське поселення.

## Історія
Від 2005 року входить до складу муніципального утворення Городенське сільське поселення.

## Населення
| 2010 |
| ---- |
| 233  |